# Jan Patočka
Jan Patočka (1 de junho de 1907 - 13 de março de 1977) foi um filósofo checo, considerado um dos mais importantes contribuintes da Fenomenologia e da Filosofia na Europa Central do século XX. Estudou em Praga, Paris, Berlim e Freiburg, ele foi um dos últimos alunos de Edmund Husserl e Martin Heidegger. Durante os seus estudos em Freiburg, ele também foi tutelado por Eugen Fink, que virou seu amigo. Jacques Derrida, Paul Ricoeur e Roman Jakobson foram alguns dos filósofos relevantes que dialogaram com o pensamento de Jan Patočka.

## Biografia
Jan Patočka foi o terceiro de quatro filhos em uma família modesta, mas cultiva. Sua mãe, Františka, era cantora de ópera e incentivou o amor do pequeno Jan para as artes. Seu pai, Josef, era um professor de
filologia clássica, atento e sensível às notícias do debate literário, e seguidor da estética e pedagogia do filósofo Otokar Hostinský. As condições econômicas da família pioraram muito com a doença do chefe da família e da eclosão da Grande Guerra.
Por influência de seu pai, Jan vai para a Universidade Charles de Praga participar dos cursos de Filologia Românica e Eslava. Logo, ele também se interessa em filosofia. Num cenário intelectual dominado pelo positivismo, Jan tem acesso aos temas de Husserl através do professor Jan Blahoslav Kozák, primeiro filósofo checo 
incorporar o trabalho de Husserl e Max Scheler, na sua reflexão sobre os valores éticos, que estariam ligados a consciência transcendental. Em 1929, após concluir seu curso ele vai estudar em Paris, Berlin e Friburgo. Nessas viagens se torna aluno de Edmund Husserl, Eugen Fink e Martin Heidegger, além de ter contato com os filósofos Emmanuel Levinas, Nicolai Hartmann e Jacob Klein. Em 1931, inicia seus trabalhos em epistemologia sob uma visão fenomenológica.
Ao retornar da Alemanha, Jan Patočka continua sua formação em filosofia fenomenológica, em Praga, na escola de Ludwig Landgrebe e participa com assiduidade nas reuniões do "Circulo de Praga" -fundado em 1934 por Emil Utitz e Jan Blahoslav Kozák -, do qual ele se tornou secretário.
Durante os anos 1939-1945, quando as universidades checas foram encerradas, e após 1968, Jan Patocka foi proibido de lecionar sobre Filosofia e passou a ilegalidade. Apenas alguns de seus livros foram publicados e a maioria de sua obra circulou apenas na forma de textos datilografados mantido pelos alunos e divulgados, sobretudo, após a sua morte.
Em 1977 foi um dos fundadores e porta-voz principal para o movimento de direitos humanos "Carta 77" na Checoslováquia. Junto com outros intelectuais proibidos, deu palestras na chamada "Universidade Clandestina", que era uma instituição informal que tentou oferecer uma educação gratuita de censura cultural. Ele morreu com 69 anos com um ataque cardíaco depois de um interrogatório de 11 horas feita pela polícia secreta da Checoslováquia .

## Pensamento
As suas obras lidam com a Fenomenologia da Lebenwelt - o mundo diretamente experimentado na subjetividade da vida cotidiana, que inclui experiências individuais, sociais. Ele tentou desenvolver este conceito husserliano com uma abordagem heideggeriana, mas criticou Heiddeger por não lidar bem com as estruturas básicas do ser-no-mundo, que não são verdadeiras revelações - isso levou a uma apreciação da obra de Hannah Arendt.

### O homem no mundo
Patočka sugere que os seres humanos interagem com este mundo através de três formas diferentes de movimento: a aceitação, a defesa e a transcendência. "A aceitação" são os meios pelos quais os seres humanos encontram o seu lugar no mundo. "A defesa", que inclui a labuta cotidiana, são as maneiras de continuarem sua existência do mundo. O movimento final é o movimento da verdade e transcendência, onde o homem transcende a simplicidade da matéria dada com eles diretamente e começam a compreender o mundo como um todo.

### O mundo do homem
A situação peculiar dos humanos no reino animal fica evidente quando é analisada a relação do homem com o corpo e o mundo. O inacabado caráter do organismo humano, ao nascer, está relacionado com a baixa especialização do instinto e por isso os humanos carecem de um projeto de orientação moral. Os seres humanos são entregues ao mundo e por isso precisam desenvolver um relacionamento com ele. Patočka considera que o processo de produção da sociedade humana é dividido em três fases: exteriorização, objetivação e internalização. 
Externalização é primeira interação de um ser humano com seu ambiente e é constituída pelo fluxo do homem no mundo - tanto físico como espiritualmente – que o modifica constantemente. Nesse processo, as pessoas adaptam o mundo – seja ele físico ou mental, onde também estão incluídas, as suas necessidades.
Objetivação é parte do processo de transformação das atividades humanas em parte do mundo objetivo – como a sociedade humana.  Nesta fase os produtos da atividade humana confrontam os produtores originais. Os humanos inventam uma linguagem e em seguida acham seus pensamentos dominados pelos seus códigos. Grande parte do mundo humano como as estruturas sociais que são dadas aos indivíduos - como a família, o estado e a economia – e que são estruturadas pelos homens tornam se independentes de cada indivíduo e até mesmo prejudiciais a coletividade que as criaram.
Internalização é uma retomada, por parte das pessoas, da realidade que a partir de sua objetivação é retomada em estrutura da consciência subjetiva. Mais uma vez, a linguagem serve como um modelo paradigmático deste processo: um indivíduo subjetivamente apropria da construção social através da interação lingüística e do intercâmbio social com os outros. 
A língua é influente porque o indivíduo, juntamente com outros, continua a empregá-la. É impossível usar uma linguagem sem participar, dentro das limitações de sua estrutura específica e da ordem.  Ao descobrir este processo, o indivíduo vai entender a dinâmica de construção social que criou o significado.  Essa descoberta faz parte do processo de transcendência do homem ao mundo. No entanto, muitas pessoas não conseguem entender o mundo como um todo e permanecem na banalidade cotidiana.

## Obras
- 1931 - O conceito de prova e a sua importância para a epistemologia (dissertação de doutorado)
- 1934 - Alguns comentários sobre os conceitos de história e historiografia
- 1936 - O mundo natural como um problema filosófico
- 1936 - Masaryk e o conceito de Husserl da crise espiritual da humanidade europeia
- 1936 - Titanismo
- 1938 - A ideia da cultura e a sua relevância contemporânea
- 1939 - A cultura checa na Europa
- 1942 - Dois sentidos da razão e da natureza no Iluminismo alemão
- 1942 - Solipsismo e o sonho contínuo
- 1944 - A Terra como um símbolo em K.H. Mácha
- 1946 - Ideologia e a vida da ideia
- 1953 - Platonismo negativo
- 1956 - A ideia da sacralidade na Estética de Palacký
- 1964 - Significado filosófico da concepção aristotélica do movimento
- 1964 - A claudicação peregrina em Josef Capek
- 1965 - Uma introdução ao estudo da fenomenologia de Husserl
- 1965 - Comentários sobre a pré-história da ciência do movimento
- 1966 - Desenvolvimento filosófico e estético de Hegel
- 1967 - O mundo "natural" e a fenomenologia
- 1967 - Tempo, eternidade e temporalidade na obra de K.H. Mácha
- 1968 - A fenomenologia de Husserl, a filosofia fenomenológica e as Meditações Cartesianas
- 1968 - A filosofia de Max Scheler
- 1969 - O escritor e a sua causa
- 1969 - O que é a existência?
- 1970 - O mundo natural e a reflexão do autor após 33 anos
- 1971 - A subjetividade de Husserl e a exigência de uma fenomenologia subjetiva
- 1973 - Platão e Europa
- 1975 - Epoché e redução
- 1975 - Ensaios heréticos de filosofia da história
- 1976 - Cartesianismo e fenomenologia